# Chiara Di Benedetto
Chiara Di Benedetto (Palermo, 11 novembre 1987) è una politica italiana.

## Biografia
Alle elezioni politiche del 2013 viene eletta deputata della XVII legislatura della Repubblica Italiana nella circoscrizione XXIV Sicilia 1 per il Movimento 5 Stelle.